# Metropolia di Singapore
La metropolia di Singapore (in greco: Ιερά Μητρόπολις Σιγκαπούρης; Ierá Mitrópolis Sinkapoúris) è una sede del patriarcato ecumenico di Costantinopoli con giurisdizione su diversi stati dell'Asia meridionale.
Metropolita di Singapore ed esarca dell'Asia meridionale è Konstantínos Tsílis., eletto dal Santo Sinodo del patriarcato di Costantinopoli il 3 novembre 2011, consacato vescovo dal patriarca Bartolomeo di Costantinopoli il 21 novembre e intronizzato il 12 febbraio 2012.

## Territorio
La metropolia estende la sua giurisdizione sui fedeli greco-ortodossi del patriarcato ecumenico di Costantinopoli residenti nei seguenti stati: Singapore, Indonesia, Malaysia, Brunei, Timor Est, Maldive, Bangladesh, Nepal, India, Pakistan, Sri Lanka e Afghanistan.
La sede metropolitana è a Singapore, dove si trova la cattedrale della Risurrezione.

## Storia
La metropolia è stata eretta dal Santo Sinodo del patriarcato di Costantinopoli il 9 gennaio 2008, ricavandone il territorio dalla metropolia di Hong Kong.

## Cronotassi
- Sede vacante (2008-2011)

- Konstantínos Tsílis, dal 3 novembre 2011